# Božidarský Špičák
Božidarský Špičák är ett berg i Tjeckien.   Det ligger i regionen Karlovy Vary, i den västra delen av landet, 110 km väster om huvudstaden Prag. Toppen på Božidarský Špičák är 1 115 meter över havet, eller 169 meter över den omgivande terrängen. Bredden vid basen är 8,9 km.
Terrängen runt Božidarský Špičák är huvudsakligen kuperad, men den allra närmaste omgivningen är platt.Runt Božidarský Špičák är det ganska tätbefolkat, med 192 invånare per kvadratkilometer. Närmaste större samhälle är Karlovy Vary, 18,7 km söder om Božidarský Špičák. I omgivningarna runt Božidarský Špičák växer i huvudsak blandskog.